# Gloria Gómez-Sánchez
Gloria Benvenuto Reffray de Gómez-Sánchez, conocida por su nombre de casada como Gloria Gómez-Sánchez (20 de julio de 1921-24 de agosto de 2007) fue una artista peruana que formó parte de la escena experimentalista limeña de finales de la década del 60. En sus obras transitó por diversas tendencias y géneros, como el Pop Art, el informalismo, el happening, y el arte conceptual.

## Formación
Su formación, inicialmente, la realiza de manera autodidacta y con posterioridad, en los talleres de los artistas Ricardo Grau, Cristina Gálvez y Germán Suárez Vértiz a los que asiste durante cinco años. Luego de este periodo de aprendizaje, la artista pronto empieza a experimentar con materiales no convencionales, como arena o aserrín, para lograr texturas novedosas.

## Obra

### Etapa informalista
El proceso de experimentación con diversos materiales y procesos se plasma en una serie de cuadros informalistas presentados en su primera exposición individual realizada en el Instituto de Arte Contemporáneo (IAC) en abril de 1960, siendo la primera artista en introducir esta tendencia pictórica en el Perú. La gestación de la informalismo en la obra de Gómez Sánchez se habría dado entre 1957 y 1958 y habría recibido un notable impulso hacia 1959, cuando la artista entra en contacto —gracias a una estadía en Buenos Aires— con artistas como Alberto Greco, protagonista del informalismo argentino por aquel entonces.
Posteriormente, en su segunda exhibición individual, llamada Yllomomo (Galería Solisol, 1965), su propuesta se radicaliza en obras con títulos como “La muerte de la pintura” o “Funerales de un pincel”, las cuales consistían en ensamblajes hechos con materiales efímeros y deleznables (plásticos, madera, mallas de metal y otros desechos). Estas obras hacían referencia a nueva concepción del arte contemporáneo construido a partir de los desechos dejados por la sociedad de consumo.

## Arte Nuevo y el arte pop
Entre 1966-1968, Gloria Gómez-Sánchez formó parte del grupo Arte Nuevo, junto a Teresa Burga, Luis Arias Vera, Jaime Dávila, Víctor Delfín, Emilio Hernández Saavedra, José Tang, Armando Varela y Luis Zevallos Hetzel. Este grupo estaba conformado por jóvenes artistas influenciados por las nuevas corrientes artísticas internacionales, como el Pop Art, el Op Art y el Conceptualismo y que irrumpieron en la escena artística limeña de manera polémica, al confrontar las convenciones artísticas de la época, es decir, la abstracción moderna que tenía en la figura del pintor Fernando de Szyszlo a su mayor exponente.
En la primera exhibición colectiva del grupo Arte Nuevo, realizada en 1966 en la galería El Ombligo de Adán, la artista presenta la obra “Ambientación y muñecones”, la cual consistía en una ambientación conformada por esculturas hechas de alambre, gasa, papel y yeso  —a las que denomina “muñecones”—,  presentadas en un espacio con iluminación tenue y acompañadas de sonidos ambientales. A decir del historiador del arte Alfonso Castrillón, los “muñecones” vinculan la obra de Gloria Gómez-Sánchez con el neodadaímo, debido a su carácter efímero y a su indiferencia por lo estético.
Hacia 1967, en el marco de las exposiciones individuales que la galería Cultura y Libertad ofreció a los miembros del grupo Arte Nuevo, la artista exhibe nuevamente su obra, esta vez con una clara orientación hacia el Pop Art. De esta etapa son sus pinturas y collages de figuras femeninas en posiciones intrincadas, en las que emplea colores planos y en alto contraste, así como juegos ópticos. Posteriormente, continúa empleando la estética del Pop Art en una serie de pinturas e instalaciones que exhibe bajo el nombre de Rojo, Amarillo y Azul (cuadros y objetos) (galería Fundación para las Artes, 1968).
En noviembre de 1967, gana el premio del 2.º Salón de la Fundación para las Artes, gracias al cual obtiene una beca a Argentina. A su regreso al Perú en 1969, participa en la exhibición colectiva Papel y más papel. 14 manipulaciones con papel periódico, organizada por el crítico y teórico Juan Acha, en la cual 14 artistas invitados produjeron obras efímeras sobre la base de papel de diario, las cuales fueron destruidas al concluir la muestra.

### Giro hacia el Conceptualimo
A fines de 1970, la artista decide retirarse de las salas de exposición con una obra de arte conceptual presentada en la galería Cultura y Libertad, la cual consistía únicamente en un texto colocado en la pared que decía: "El espacio de esta exposición es el de tu mente. Haz de tu vida la obra", dejando el resto de las sala completamente vacía. Lo único que acompañaba al cartel era una mesa con papeles impresos con un escrito de la propia artista que llevaba por título "¿Se acabó el arte?"; en él, la artista se pregunta:

¿Se acabó el arte?, ¿O es que el artista al fin se identifica (como al final de un psicoanálisis) y vive las cosas de su mundo directamente, sin dejar huella, sin dejar obra, la cual a fuerza de ponerse a tono con su tiempo se desintegra? Porque nuestro tiempo es hoy, ahora.
Gloria Gómez-Sánchez

## Características de su obra
A lo largo de su producción artística, desde mediados de la década de 1950 hasta 1970, Gloria Gómez-Sánchez experimentó con un sinnúmero de técnicas, materiales y tendencias. A decir del crítico de arte Luis Lama fue "una de las mujeres más aguerridas de la década". Su tránsito por la pintura matérica y el Informalismo reflejan sus inquietudes por las posibilidades plásticas de la pintura; posteriormente, en sus obras de influencia Pop, la artista se preocupa más por la forma, el color, los efectos ópticos y lumínicos.

## Exposiciones
- 1960 Informalismo, Instituto de Arte Contemporáneo, Lima
- 1965 Yllomomo, Galería Solisol, Lima.
- 1966 Arte Nuevo, Galería El Ombligo de Adán, Lima
- 1967 Galería Cultura y Libertad, Lima.
- 1968 Rojo, amarillo y azul (cuadros y objetos), Fundación para las Artes, Lima.
- 1969 exposición colectiva Papel y más papel. 14 manipulaciones con papel periódico, Fundación para las Artes, Lima.
- 1970 Galería Cultura y Libertad, Lima.